# College financieel toezicht Bonaire, Sint Eustatius en Saba
Het College financieel toezicht Bonaire, Sint Eustatius en Saba (Cft BES) is een instantie die toezicht houdt op de overheidsfinanciën van de Caribische openbare lichamen Bonaire, Sint Eustatius en Saba.
Het Cft BES bestaat uit drie leden die worden benoemd door de ministerraad op voordracht van de Minister van Binnenlandse Zaken en Koninkrijksrelaties. De voorzitter wordt benoemd op aanbeveling van de Minister-President.
Leden:
- Lidewijde Ongering (per 1 februari 2023), voorzitter[1]
- Glenn Thodé (per 1 juli 2020), lid namens Bonaire, Sint Eustatius en Saba
- Hans Hoogervorst (per januari 2022), lid namens Nederland

Oud-leden:
- Hans Weitenberg (2007-2011), voorzitter
- Afe Bakker, (2011-2017), voorzitter
- Raymond Gradus (2017-2023), voorzitter
- Max Pandt (2008-2013), lid namens Bonaire, Sint Eustatius en Saba
- Hyden Gittens (2014-2017), lid namens Bonaire, Sint Eustatius en Saba
- Margo Vliegenthart (2007-2011), lid namens Nederland
- Sybilla Dekker (2012-2018), lid namens Nederland
- Herbert Domacassé (2017-2020), lid namens Bonaire, Sint Eustatius en Saba
- Henk Kamp (2018-2021), lid namens Nederland

Het Cft BES werkt op organisatorisch vlak nauw samen met het College financieel toezicht Curaçao en Sint Maarten en het College Aruba financieel toezicht. Zo zijn hebben de drie colleges een gezamenlijk secretariaat. De heren Gradus en Kamp zijn lid van alle colleges.
Het Cft werd ingesteld op 1 december 2007. Aanvankelijk werd de organisatie van het Cft geregeld door het ‘Besluit tijdelijk financieel toezicht BES’. Vanaf 10 oktober 2010 wordt het Cft BES geregeld in de  Wet financiën openbare lichamen Bonaire, Sint Eustatius en Saba (FinBES).